# سیاست خرید تضمینی برق
خرید تضمینی برق (انگلیسی: Feed-in tariff) سیاستی است جهت توسعه انرژی‌های تجدیدپذیر که اغلب در بخش نیروگاهی مطرح است؛ به این ترتیب که سرمایه‌گذاری که مالک نیروگاه‌های انرژی تجدیدپذیر است، برق تولیدی خود را به قیمت تضمینی ارائه شده از طرف دولت، به فروش می‌رساند. قیمت خرید تضمینی در این حالت با توجه به نوع نیروگاه انرژی تجدیدپذیر متفاوت و متناسب است.